# NBA-győztesek listája

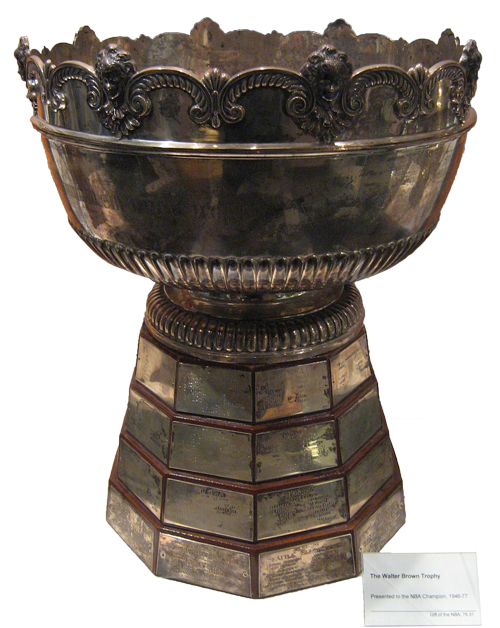
Az eredeti Walter A. Brown-trófea

Az NBA-győztesek listája az Egyesült Államok profi kosárlabdaligájának, a National Basketball Association döntőit és győzteseit tartalmazza.
Az NBA-döntőket a kezdetek óta négy győzelemig játszották, a két résztvevő a nyugati-, és a keleti főcsoport győztese. Ez alól kivétel az 1950-es döntő, ahol a keleti divízió győztese a nyugati és a központi divízió győztesével játszott. A győztes csapat a Larry O’Brien-trófeát kapja meg.
2024-ig a keleti főcsoport 41, a nyugati főcsoport 37 döntőt nyert. A megszűnt központi divízió egy döntőt nyert. A Boston Celtics és a Minneapolis/Los Angeles Lakers összesen 35 döntőt nyert. A legtöbb címet a Boston Celtics nyerte, 18-at.

## Győztesek évenként
| Vastag betűvel | Az NBA győztese                                                                        |
| *              | Az alapszakaszban első helyezett volt, vagy az elsővel azonos győzelemmel rendelkezett |

### BAA-győztesek
| Év   | Nyugati bajnok              | Eredmény | Keleti bajnok         |
| ---- | --------------------------- | -------- | --------------------- |
| 1947 | Chicago Stags               | 1–4      | Philadelphia Warriors |
| 1948 | Baltimore Bullets (eredeti) | 4–2      | Philadelphia Warriors |
| 1949 | Minneapolis Lakers          | 4–2      | Washington Capitols   |

### NBA-győztesek
| Év   | Nyugati bajnok         | Eredmény | Keleti bajnok          |
| ---- | ---------------------- | -------- | ---------------------- |
| 1950 | Minneapolis Lakers     | 4–2      | Syracuse Nationals*    |
| 1951 | Rochester Royals       | 4–3      | New York Knicks        |
| 1952 | Minneapolis Lakers     | 4–3      | New York Knicks        |
| 1953 | Minneapolis Lakers*    | 4–1      | New York Knicks        |
| 1954 | Minneapolis Lakers*    | 4–3      | Syracuse Nationals     |
| 1955 | Fort Wayne Pistons*    | 3–4      | Syracuse Nationals*    |
| 1956 | Fort Wayne Pistons     | 1–4      | Philadelphia Warriors* |
| 1957 | St. Louis Hawks        | 3–4      | Boston Celtics*        |
| 1958 | St. Louis Hawks        | 4–2      | Boston Celtics*        |
| 1959 | Minneapolis Lakers     | 0–4      | Boston Celtics*        |
| 1960 | St. Louis Hawks        | 3–4      | Boston Celtics*        |
| 1961 | St. Louis Hawks        | 1–4      | Boston Celtics*        |
| 1962 | Los Angeles Lakers     | 3–4      | Boston Celtics*        |
| 1963 | Los Angeles Lakers     | 2–4      | Boston Celtics*        |
| 1964 | San Francisco Warriors | 1–4      | Boston Celtics*        |
| 1965 | Los Angeles Lakers     | 1–4      | Boston Celtics*        |
| 1966 | Los Angeles Lakers     | 3–4      | Boston Celtics         |
| 1967 | San Francisco Warriors | 2–4      | Philadelphia 76ers*    |
| 1968 | Los Angeles Lakers     | 2–4      | Boston Celtics         |
| 1969 | Los Angeles Lakers     | 3–4      | Boston Celtics         |
| 1970 | Los Angeles Lakers     | 3–4      | New York Knicks*       |
| 1971 | Milwaukee Bucks*       | 4–0      | Baltimore Bullets      |
| 1972 | Los Angeles Lakers*    | 4–1      | New York Knicks        |
| 1973 | Los Angeles Lakers     | 1–4      | New York Knicks        |
| 1974 | Milwaukee Bucks*       | 3–4      | Boston Celtics         |
| 1975 | Golden State Warriors  | 4–0      | Washington Bullets*    |
| 1976 | Phoenix Suns           | 2–4      | Boston Celtics         |
| 1977 | Portland Trail Blazers | 4–2      | Philadelphia 76ers     |
| 1978 | Seattle SuperSonics    | 3–4      | Washington Bullets     |
| 1979 | Seattle SuperSonics    | 4–1      | Washington Bullets*    |
| 1980 | Los Angeles Lakers     | 4–2      | Philadelphia 76ers     |
| 1981 | Houston Rockets        | 2–4      | Boston Celtics*        |
| 1982 | Los Angeles Lakers     | 4–2      | Philadelphia 76ers     |
| 1983 | Los Angeles Lakers     | 0–4      | Philadelphia 76ers*    |
| 1984 | Los Angeles Lakers     | 3–4      | Boston Celtics*        |
| 1985 | Los Angeles Lakers     | 4–2      | Boston Celtics*        |
| 1986 | Houston Rockets        | 2–4      | Boston Celtics*        |
| 1987 | Los Angeles Lakers*    | 4–2      | Boston Celtics         |
| 1988 | Los Angeles Lakers*    | 4–3      | Detroit Pistons        |
| 1989 | Los Angeles Lakers     | 0–4      | Detroit Pistons*       |
| 1990 | Portland Trail Blazers | 1–4      | Detroit Pistons        |
| 1991 | Los Angeles Lakers     | 1–4      | Chicago Bulls          |
| 1992 | Portland Trail Blazers | 2–4      | Chicago Bulls*         |
| 1993 | Phoenix Suns*          | 2–4      | Chicago Bulls          |
| 1994 | Houston Rockets        | 4–3      | New York Knicks        |
| 1995 | Houston Rockets        | 4–0      | Orlando Magic          |
| 1996 | Seattle SuperSonics    | 2–4      | Chicago Bulls*         |
| 1997 | Utah Jazz              | 2–4      | Chicago Bulls*         |
| 1998 | Utah Jazz*             | 2–4      | Chicago Bulls*         |
| 1999 | San Antonio Spurs*     | 4–1      | New York Knicks        |
| 2000 | Los Angeles Lakers*    | 4–2      | Indiana Pacers         |
| 2001 | Los Angeles Lakers     | 4–1      | Philadelphia 76ers     |
| 2002 | Los Angeles Lakers     | 4–0      | New Jersey Nets        |
| 2003 | San Antonio Spurs*     | 4–2      | New Jersey Nets        |
| 2004 | Los Angeles Lakers     | 1–4      | Detroit Pistons        |
| 2005 | San Antonio Spurs      | 4–3      | Detroit Pistons        |
| 2006 | Dallas Mavericks       | 2–4      | Miami Heat             |
| 2007 | San Antonio Spurs      | 4–0      | Cleveland Cavaliers    |
| 2008 | Los Angeles Lakers     | 2–4      | Boston Celtics*        |
| 2009 | Los Angeles Lakers     | 4–1      | Orlando Magic          |
| 2010 | Los Angeles Lakers     | 4–3      | Boston Celtics         |
| 2011 | Dallas Mavericks       | 4–2      | Miami Heat             |
| 2012 | Oklahoma City Thunder  | 1–4      | Miami Heat             |
| 2013 | San Antonio Spurs      | 3–4      | Miami Heat*            |
| 2014 | San Antonio Spurs*     | 4–1      | Miami Heat             |
| 2015 | Golden State Warriors* | 4–2      | Cleveland Cavaliers    |
| 2016 | Golden State Warriors* | 3–4      | Cleveland Cavaliers    |
| 2017 | Golden State Warriors* | 4–1      | Cleveland Cavaliers    |
| 2018 | Golden State Warriors* | 4–0      | Cleveland Cavaliers    |
| 2019 | Golden State Warriors  | 2–4      | Toronto Raptors        |
| 2020 | Los Angeles Lakers     | 4–2      | Miami Heat             |
| 2021 | Phoenix Suns           | 2–4      | Milwaukee Bucks        |
| 2022 | Golden State Warriors  | 4–2      | Boston Celtics         |
| 2023 | Denver Nuggets         | 4–1      | Miami Heat             |
| 2024 | Dallas Mavericks       | 1–4      | Boston Celtics*        |
| 2025 | Oklahoma City Thunder* | 4–3      | Indiana Pacers         |

## Győztesek csapatonként
| Csapat                                                     | Gy | V  | Össz. | Győztes évek                                                                                               | Vesztes évek                                                                             |
| ---------------------------------------------------------- | -- | -- | ----- | --- | ---------------------------------------------------------------------------------------- |
| Boston Celtics                                             | 18 | 5  | 23    | 1957, 1959, 1960, 1961, 1962, 1963, 1964, 1965, 1966, 1968, 1969, 1974, 1976, 1981, 1984, 1986, 2008, 2024 | 1958, 1985, 1987, 2010, 2022                                                             |
| Minneapolis/Los Angeles Lakers                             | 17 | 15 | 32    | 1949, 1950, 1952, 1953, 1954, 1972, 1980, 1982, 1985, 1987, 1988, 2000, 2001, 2002, 2009, 2010, 2020       | 1959, 1962, 1963, 1965, 1966, 1968, 1969, 1970, 1973, 1983, 1984, 1989, 1991, 2004, 2008 |
| Philadelphia/San Francisco/Golden State Warriors           | 7  | 5  | 12    | 1947, 1956, 1975, 2015, 2017, 2018, 2022                                                                   | 1948, 1964, 1967, 2016, 2019                                                             |
| Chicago Bulls                                              | 6  | 0  | 6     | 1991, 1992, 1993, 1996, 1997, 1998                                                                         | —                                                                                        |
| San Antonio Spurs                                          | 5  | 1  | 6     | 1999, 2003, 2005, 2007, 2014                                                                               | 2013                                                                                     |
| Syracuse Nationals/Philadelphia 76ers                      | 3  | 6  | 9     | 1955, 1967, 1983                                                                                           | 1950, 1954, 1977, 1980, 1982, 2001                                                       |
| Fort Wayne/Detroit Pistons                                 | 3  | 4  | 7     | 1989, 1990, 2004                                                                                           | 1955, 1956, 1988, 2005                                                                   |
| Miami Heat                                                 | 3  | 4  | 7     | 2006, 2012, 2013                                                                                           | 2011, 2014, 2020, 2023                                                                   |
| New York Knicks                                            | 2  | 6  | 8     | 1970, 1973                                                                                                 | 1951, 1952, 1953, 1972, 1994, 1999                                                       |
| Seattle SuperSonics/Oklahoma City Thunder                  | 2  | 3  | 5     | 1979, 2025                                                                                                 | 1978, 1996, 2012                                                                         |
| Houston Rockets                                            | 2  | 2  | 4     | 1994, 1995                                                                                                 | 1981, 1986                                                                               |
| Milwaukee Bucks                                            | 2  | 1  | 3     | 1971, 2021                                                                                                 | 1974                                                                                     |
| Cleveland Cavaliers                                        | 1  | 4  | 5     | 2016 | 2007, 2015, 2017, 2018                                                                   |
| Baltimore/Washington Bullets (jelenleg Washington Wizards) | 1  | 3  | 4     | 1978 | 1971, 1975, 1979                                                                         |
| St. Louis/Atlanta Hawks                                    | 1  | 3  | 4     | 1958 | 1957, 1960, 1961                                                                         |
| Portland Trail Blazers                                     | 1  | 2  | 3     | 1977 | 1990, 1992                                                                               |
| Dallas Mavericks                                           | 1  | 2  | 3     | 2011 | 2006, 2024                                                                               |
| Denver Nuggets                                             | 1  | 0  | 1     | 2023 |                                                                                          |
| Toronto Raptors                                            | 1  | 0  | 1     | 2019 |                                                                                          |
| Rochester Royals (jelenleg Sacramento Kings)               | 1  | 0  | 1     | 1951 | —                                                                                        |
| Baltimore Bullets (eredeti) (1954-ben megszűnt)            | 1  | 0  | 1     | 1948 | —                                                                                        |
| Phoenix Suns                                               | 0  | 3  | 3     | — | 1976, 1993, 2021                                                                         |
| New Jersey Nets (jelenleg Brooklyn Nets)                   | 0  | 2  | 2     | — | 2002, 2003                                                                               |
| Orlando Magic                                              | 0  | 2  | 2     | — | 1995, 2009                                                                               |
| Indiana Pacers                                             | 0  | 2  | 2     | — | 2000, 2025                                                                               |
| Utah Jazz (korábban New Orleans Jazz)                      | 0  | 2  | 2     | — | 1997, 1998                                                                               |
| Chicago Stags (1950-ben megszűnt)                          | 0  | 1  | 1     | — | 1947                                                                                     |
| Washington Capitols (1951-ben megszűnt)                    | 0  | 1  | 1     | — | 1949                                                                                     |

Jelenleg az alábbi csapatok nem vettek még részt NBA-döntőben:
- Charlotte Hornets
- Los Angeles Clippers (korábban Buffalo Braves, San Diego Clippers)
- Memphis Grizzlies (korábban Vancouver Grizzlies)
- Minnesota Timberwolves
- New Orleans Pelicans (korábban New Orleans Hornets, NO/OKC Hornets, Charlotte Hornets)